# Callopistria chlorocroa
Callopistria chlorocroa là một loài bướm đêm trong họ Noctuidae.